# Cambodjaans-Vietnamese Oorlog
De Cambodjaans-Vietnamese Oorlog, ook wel Derde Indochinese Oorlog genoemd, was een militair conflict tussen de Socialistische Republiek Vietnam, gesteund door de Sovjet-Unie, en Democratisch Kampuchea, gesteund door China. Deze oorlog bracht het regime van de Rode Khmer onder leiding van Pol Pot ten val.
Na de communistische overwinningen in 1975 (zie Vietnamoorlog) waren de relaties tussen Cambodja en Vietnam verzuurd door bestaande etnische tegenstellingen, ideologische wedijver, territoriale geschillen, rooftochten door de Rode Khmer en de wedijver tussen de grootmachten. De Sovjetregering in Moskou beschouwde de Chinese steun aan Cambodja als een strategische bedreiging.
Op 25 december 1978 vielen de troepen van het Volksleger van Vietnam Cambodja binnen. Op 7 januari 1979 viel de hoofdstad Phnom Penh en een week later bereikten de Vietnamezen de Thaise grens in het westen. De bezetters vervingen het door China gesteunde regime van Democratisch Kampuchea door de Volksrepubliek Kampuchea.
De ASEAN bleef het oude regime in ballingschap erkennen. Opeenvolgende bemiddelingspogingen liepen vast op enerzijds de wil van China en ASEAN om de Rode Khmers als een volwaardige deelnemer aan de onderhandelingen te laten deelnemen, en anderzijds de globale afschuw over de gruweldaden van dat regime. Uiteindelijk zegden Thailand en China hun actieve steun aan dat regime op en slaagden de vijf permanente leden van de Veiligheidsraad van de Verenigde Naties erin, op basis van een eerder Australisch voorstel, het Interimgezag van de VN in Cambodja (United Nations Transitional Authority in Cambodia, UNTAC) te installeren op 28 februari 1992.